# Absidia macrospora
Absidia macrospora är en svampart som beskrevs av Vánová 1968. Absidia macrospora ingår i släktet Absidia och familjen Mucoraceae.   Inga underarter finns listade i Catalogue of Life.